# 欧洛希奥·罗德里格斯
老欧洛希奥·阿多诺·罗德里格斯（英語：Eulogio "Amang" Adona Rodriguez Sr.，1883年1月21日—1964年12月19日），是菲律宾的政治家，曾担任菲律宾参议院议长。